# أحمد أبو سويلم
أحمد أبو سويلم، (1955 -) ممثل ومؤدي أصوات أردني.

## عن حياته
نال شهادة البكالوريوس من الجامعة الأردنية. بدأ التمثيل في مسرح الجامعة الأردنية في ثمانينيات القرن العشرين بمسرحيات مثل: «أفول القمر»، «الكلب الذي صار إنساناً»، «ثمن الحرية» و«ليلة مصرع جيفارا»، ثم التحق بركب المدبلجين، وقدم العديد من أعمال الدوبلاج، مثل «أليس في بلاد العجائب». وهو عضو نقابة (رابطة) الفنانين الأردنيين.

## من أعماله

### المسلسلات
- أشرقت شمس محمد
- حتى آخر جندي
- أبو حيان التوحيدي
- وصارت مثلا
- حكايا من التاريخ
- في الدوار التاسع
- نوادر الظرفاء
- الخروج إلى القنص (مهرجان تونس)
- محاكم بلا سجون
- عودة أبو تايه
- مالك ابن الريب
- أبو جعفر المنصور
- الشافعي
- العم غافل غاوي مشاكل
- فيلم أردني (أرواح معذبة)
- فيلم بين حاويتين - مهرجان الفيلم الأول
- أبو جعفر المنصور

### الدوبلاج
- نصف بطل
- أليس في بلاد العجائب - الجزء الثاني
- النملة فيردي (الجزء الثاني)
- حماة الكواكب
- فرقة المجازفين - القائد جاد، عنكب

## روابط خارجية
- أحمد أبو سويلم على موقع قاعدة بيانات الأفلام العربية